# Hospital de Órbigo
Hospital de Órbigo is een gemeente in de Spaanse provincie León in de regio Castilië en León met een oppervlakte van 4,58 km². Hospital de Órbigo telt 993 inwoners (1 januari 2016).
Een belangrijkste toeristische trekpleister is de middeleeuwse brug. Deze lange stenen boogbrug met 19 bogen overspant de rivier Órbigo en maakt onderdeel uit van de Pelgrimsroute naar Santiago de Compostella. De brug is veel te groot voor de rivier, maar voor de bouw van een dam en stuwmeer Barrios de Luna zo'n 50 kilometer stroomopwaarts voerde deze rivier veel meer water af.
In 1434 organiseerde ridder Suero de Quiñones een toernooi. Iedere ridder die de brug wilde oversteken werd uitgedaagd voor een steekspel. Zij die wonnen mochten verder reizen. Dit toernooi werd zeer serieus genomen en duurde van 11 juli tot 9 augustus en Don Suero beweerde 300 speren te hebben gebroken. De naam Paso Honrose is in Nederlands "eervolle passage". Vanaf 1997, in het eerste weekend van juni, wordt in Hospital de Órbigo een festival gehouden om dit te herbeleven. Mensen verkleden zich als onder meer als heren, kooplieden, boeren, koningen, heksen, monniken en herbergiers en nemen schilden, zwaarden en muziekinstrumenten mee. Hoogtepunt is een nagespeeld toernooi waar de ridders met elkaar strijden zoals het in 1434 gebeurde.

## Fotogalerij

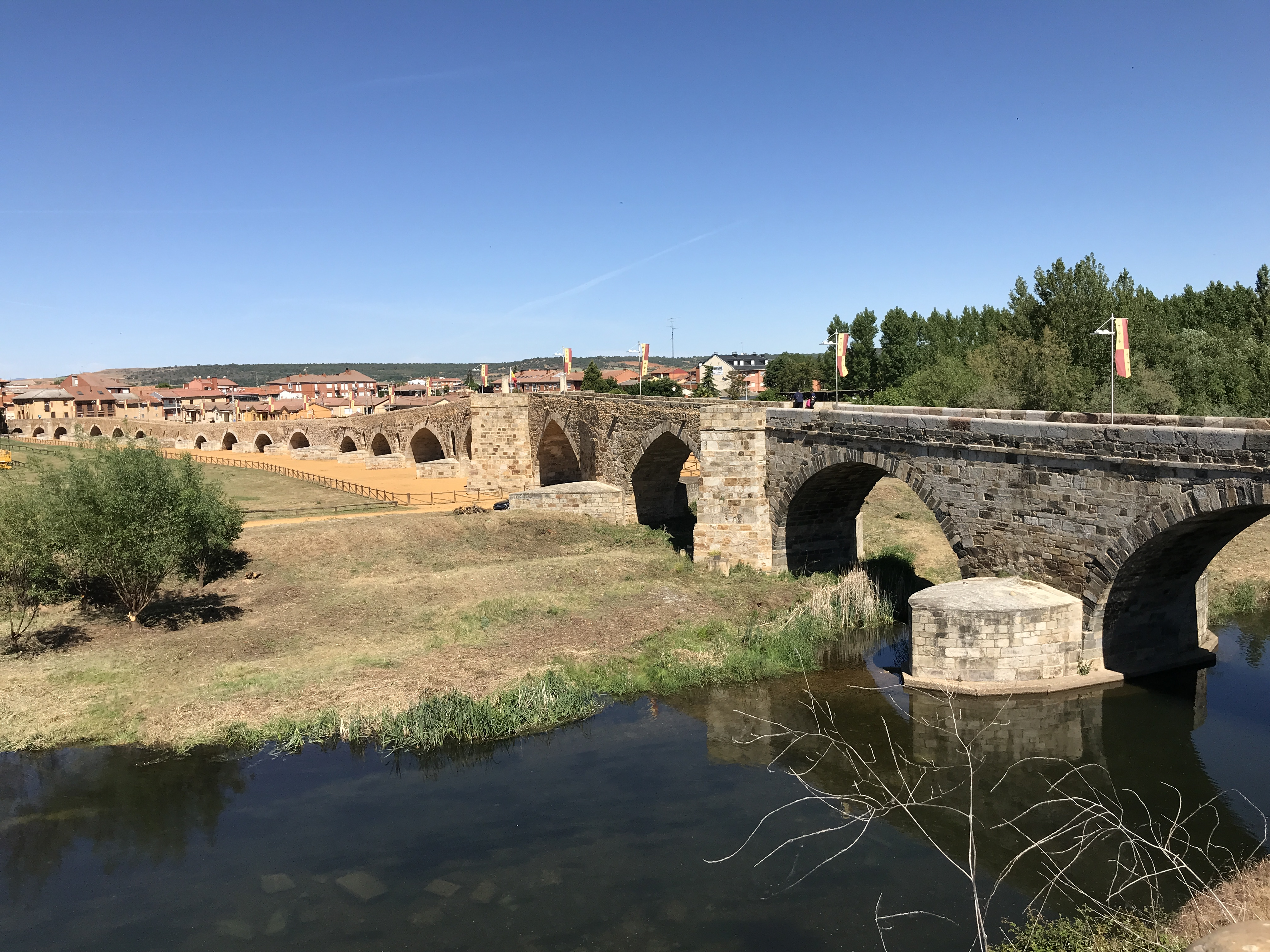
Puente del Paso Honroso bij Hospital de Órbigo
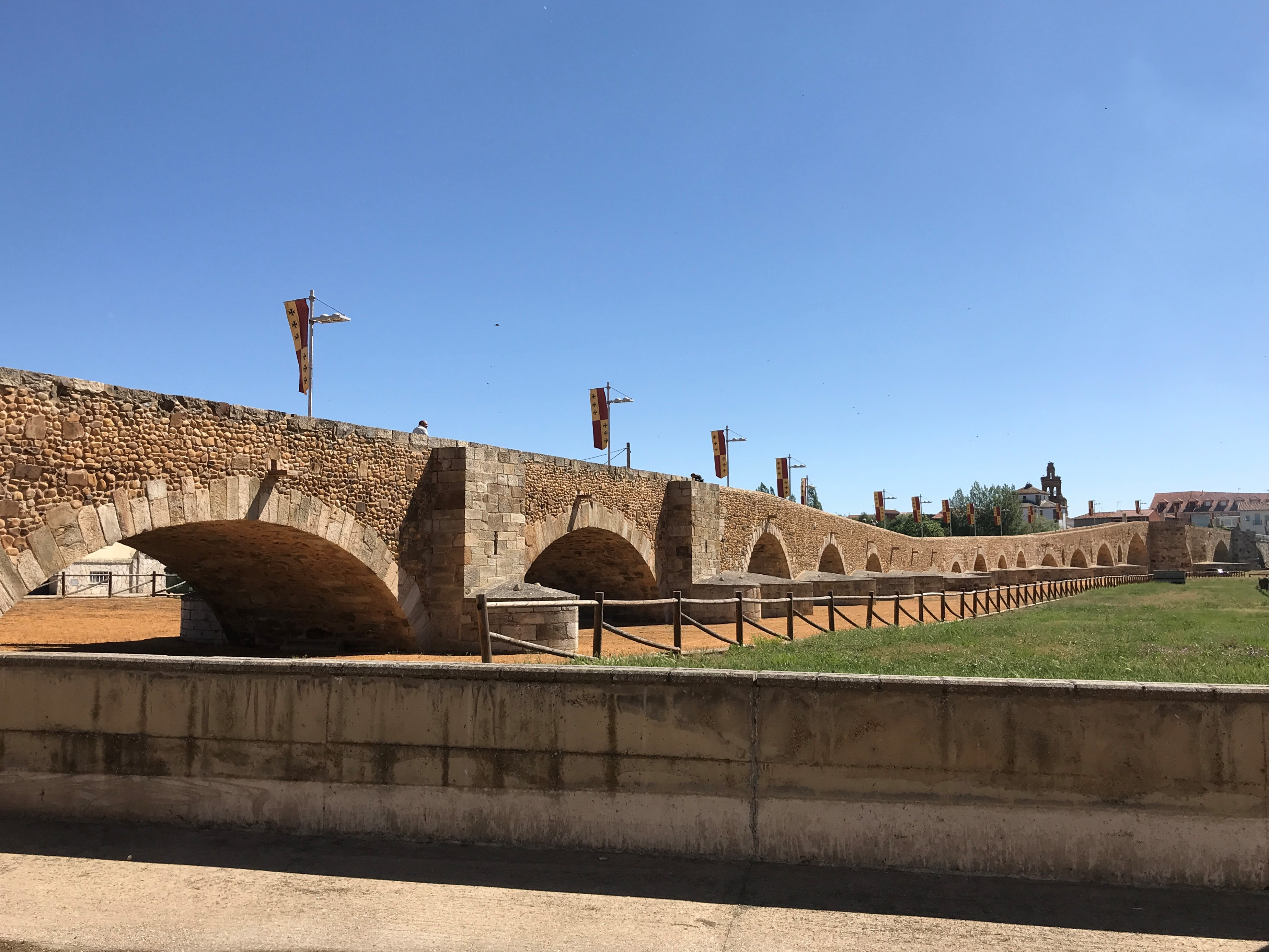
Idem gezien vanuit het westen
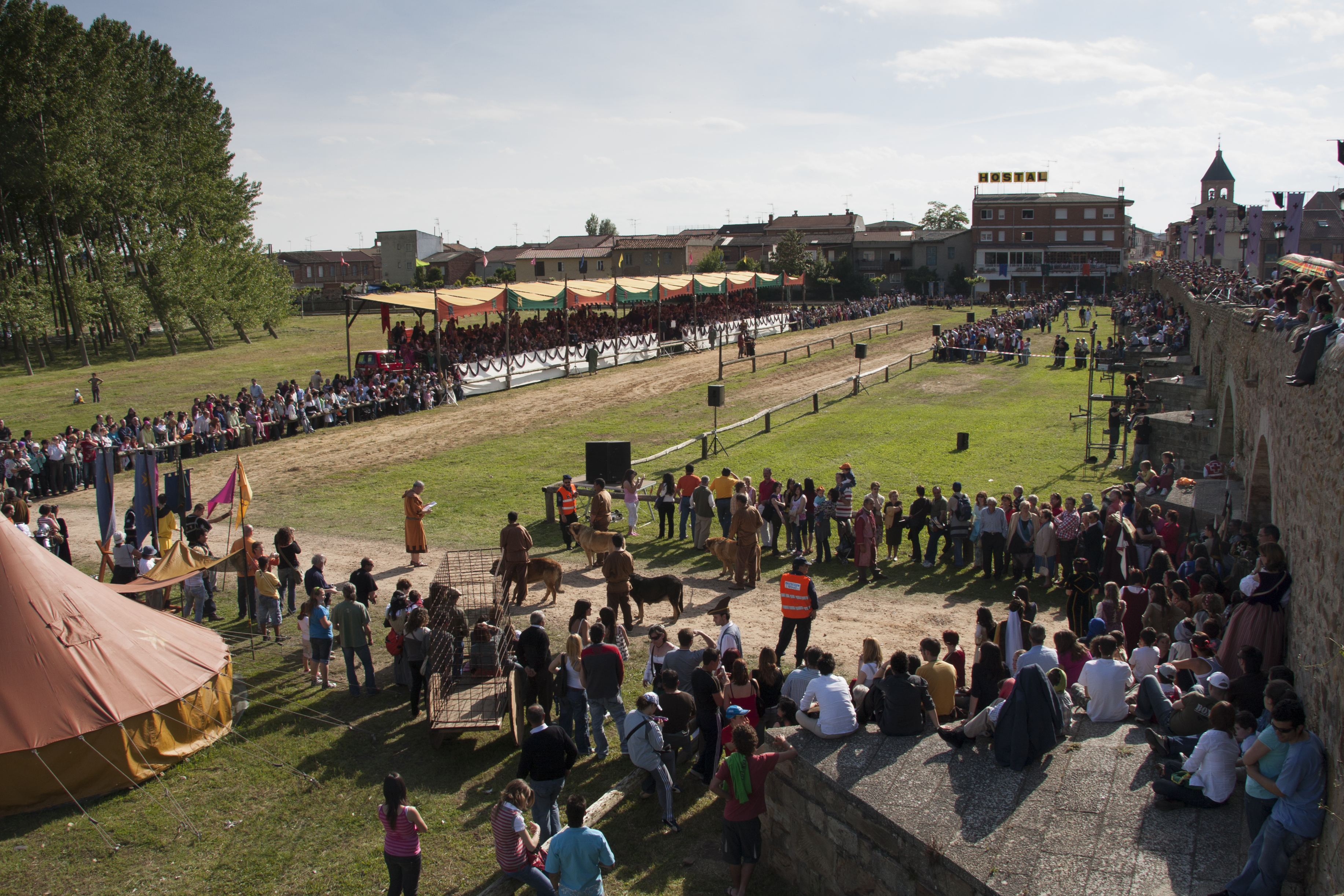
Het festival